# أولاف سورينسن
أولاف سورينسن (بالنرويجية البوكمول: Olaf Sørensen)‏ هو سياسي نرويجي، ولد في 3 أغسطس 1892، وتوفي في 1 أغسطس 1962. حزبياً، نشط في حزب العمال. وقد انتخب عضو برلمان النرويج ‏.